# 趙岐
趙 岐（ちょう き、? - 201年）は、後漢末の政治家・学者。『孟子』の注釈で知られる。

## 略歴
『後漢書』趙岐伝によると、趙岐は字を邠卿（ひんけい）という。
京兆尹長陵県の人で、はじめは趙嘉といった。馬宗姜（馬融の叔父の馬敦の娘）と結婚した。30歳のときから7年間大病をわずらった。
趙岐とその一族は中常侍唐衡（梁冀を誅殺した5人の宦官のひとり）の兄の唐玹をしばしば非難していたが、延熹元年（158年）に唐玹が京兆尹に就任したため、趙岐は迫害を恐れて京兆から逃げ、身をやつして各地を放浪した後、孫嵩に数年間かくまわれた。
唐衡・唐玹の没後、京兆に戻って并州刺史にまで昇進するが、党錮の禁によって失脚した。黄巾の乱以降、ふたたび用いられた。何進の推薦により敦煌太守に就任するが、任地に赴く途中で賊に襲われ、なんとか長安に逃げ帰った。
董卓が献帝を長安に遷都させると、趙岐はその太僕に就任した。
興平元年（194年）、献帝が洛陽に戻ることが決まると、趙岐は荊州におもむいて劉表に董卓が破壊した洛陽の修復を依頼した。趙岐はそのまま荊州にとどまった。かつての恩人の孫嵩が劉表のもとに身をよせていたため、趙岐は推薦して青州刺史とした。その後、趙岐は太常に就任した。
建安6年（201年）に没した。90余歳だった。

## 著作
- 孟子章句 - 『孟子』の注釈。『十三経注疏』に含まれる。朱子の新注に対して古注と呼ばれる。
- 三輔決録 - 三輔地域の人物の略伝を集めた書。後に西晋の摯虞が注を書いた。現存しないが、輯逸書がある。序は『後漢書』の注に引かれて残っている。

## 三国志演義
趙岐は、『三国志演義』の第7回において董卓が袁紹・公孫瓚を和解させるために送った使者として一度だけ登場する。馬日磾と趙岐が袁紹・公孫瓚のもとに使者として向かったことは『後漢書』にも記載がある。